# Freedom Call

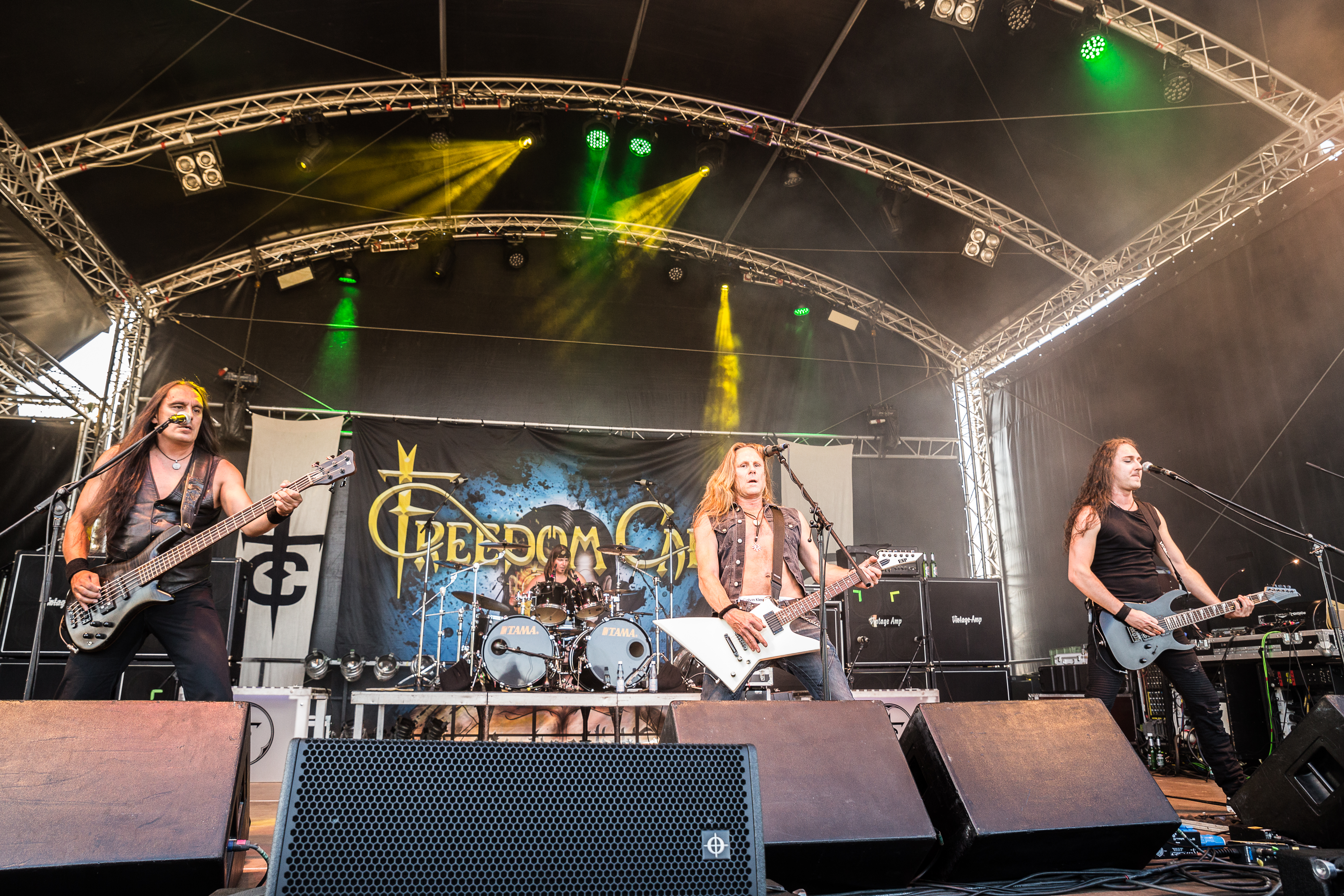
Freedom Call in 2018

Freedom Call is een Duitse powermetal-band. De band bestaat uit vier leden: Chris Bay (zang), Timmi Breideband  (drum), Lars Rettkowitz (gitaar) en Francesco Saverio Ferraro (bas).
Freedom Call is een powermetal-band die zich gevormd heeft in 1998. Chris Bay en Dan Zimmermann, de bandleden van Daniels coverrockband China White, zochten een nieuwe zanger. Chris was de juiste persoon coverscene van het zuidelijke gedeelte van Duitsland. Vanaf die tijd hebben Chris en Dan in verschillende coverbands, waaronder Lanzer, gespeeld. Uiteindelijk kwamen ze weer samen.
De twee hadden het er vaak over om een eigen band te stichten. In januari 1998 kwam hun droom uit: Chris vroeg Dan om samen wat muziek te gaan schrijven, en zo kwamen de twee met de beste ideeën bij elkaar, die ze begonnen op te nemen. In het begin van 1998 was er veel vrije tijd voor Daniel om andere dingen te doen, want zijn andere band, Gamma Ray had een lange break ingepland en speelde maar op een paar festivals.
In september 2006 deelt Freedom Call mee te gaan werken aan een nieuw album met de titel "Dimensions", wat volgens de band wat meer naar hun album "Eternity" klinkt, op 20 april 2007 kwam dit album uit.

## Discografie

### Studioalbums
- Stairway to Fairyland (1999)
- Crystal Empire (2001)
- Eternity (2002)
- The Circle of Life (2005)
- Dimensions (2007)
- Legend of the Shadowking (2010)
- Land of the Crimson Dawn (2012)
- Beyond (2014)
- Master of Light (2016)
- M.E.T.A.L. (2019)

### Livealbums
- Live Invasion (2004)
- Live in Hellvetia (2011)

### Special releases
- Ages Of Light (Compilation) (2013)
- 666 Weeks Beyond Eternity (Eternity re-release and remastered with bonus material) (2015)

### Demo
- Freedom Call demo (1998)

### Ep's/singles
- Taragon (1999)
- Silent Empire (akoestische ep) (2001)
- Eternity (2002)
- Blackened Sun (2007)
- Mr. Evil / Innocent World (2007)
- Zauber der Nacht (2010)
- Rockin' Radio (2012)
- Power & Glory (2012)
- Union Of The Strong (2014)
- Hammer Of The Gods (2016)
- 111 - the Number of the Angels (2019)